# Georgiska drömmen
Georgiska drömmen är en valkartell i Georgien, bestående av sex politiska partier: Demokratiska Georgien, Georgiens republikanska parti, Vårt Georgien – Fria Demokraterna, Nationellt forum, Georgiens konservativa parti och Industrin kommer att rädda Georgien. Alliansen har sagt sig vilja närma landet till EU och NATO samtidigt som man vill normalisera förbindelserna med Ryssland.
På det inrikespolitiska området har man lovat reformer när det gäller arbetsmarknads-, utbildnings-, social- och jordbrukspolitik.
Oppositionsalliansens ledare är miljardären Bidzina Ivanisjvili. Han har anklagat president Micheil Saakasjvili för odemokratiskt styre, bland annat med hänvisning till skandalen vid Gldanifängelset.
Georgiska drömmen vann parlamentsvalen 2012, 2016 och 2020.